# Nikołajewskaja (Osetia Północna)
Nikołajewskaja (ros. Николаевская) – stanica w Rosji, w Osetii Północnej, w rejonie digorskim. W 2010 liczyła 2004 mieszkańców.